# Оливия О’Лавли
Оливия О’Лавли (англ. Olivia O'Lovely, род. 26.09.1976 в Санта-Фе, Нью-Мексико, США) — американская порноактриса. Этническая принадлежность — итальянка, испанка, чилийка и француженка.

## Карьера
Снималась в фильмах для взрослых с 2002 по 2008 год.

## Награды и номинации
- 2004 премия NightMoves Award — «Мисс Конгениальность»
- 2005 номинация на премию AVN Award — лучшая тройная сексуальная сцена (Drop Sex 2)[2]
- 2006 номинация на премию AVN Award — лучшая тройная сексуальная сцена (She Got Ass — West Coast Productions) с Анжелой Айз (Angel Eyes) и Mr. Marcus[3]
- 2010 включена в Зал Славы Urban X Award[4]